# Géry Van Grevelynghe

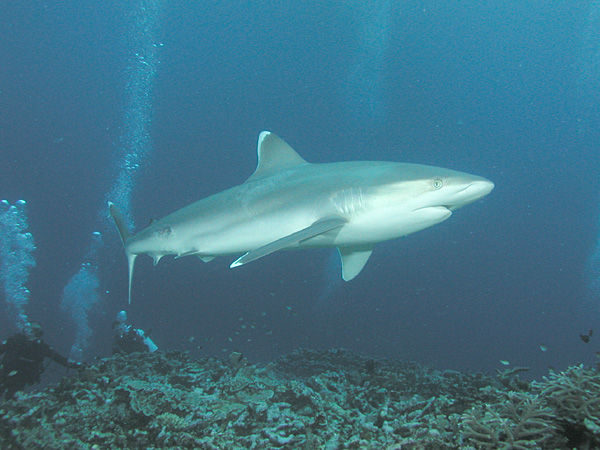
Requin à pointes blanches de récif ou Carcharhinus albimarginatus, observable à La Réunion

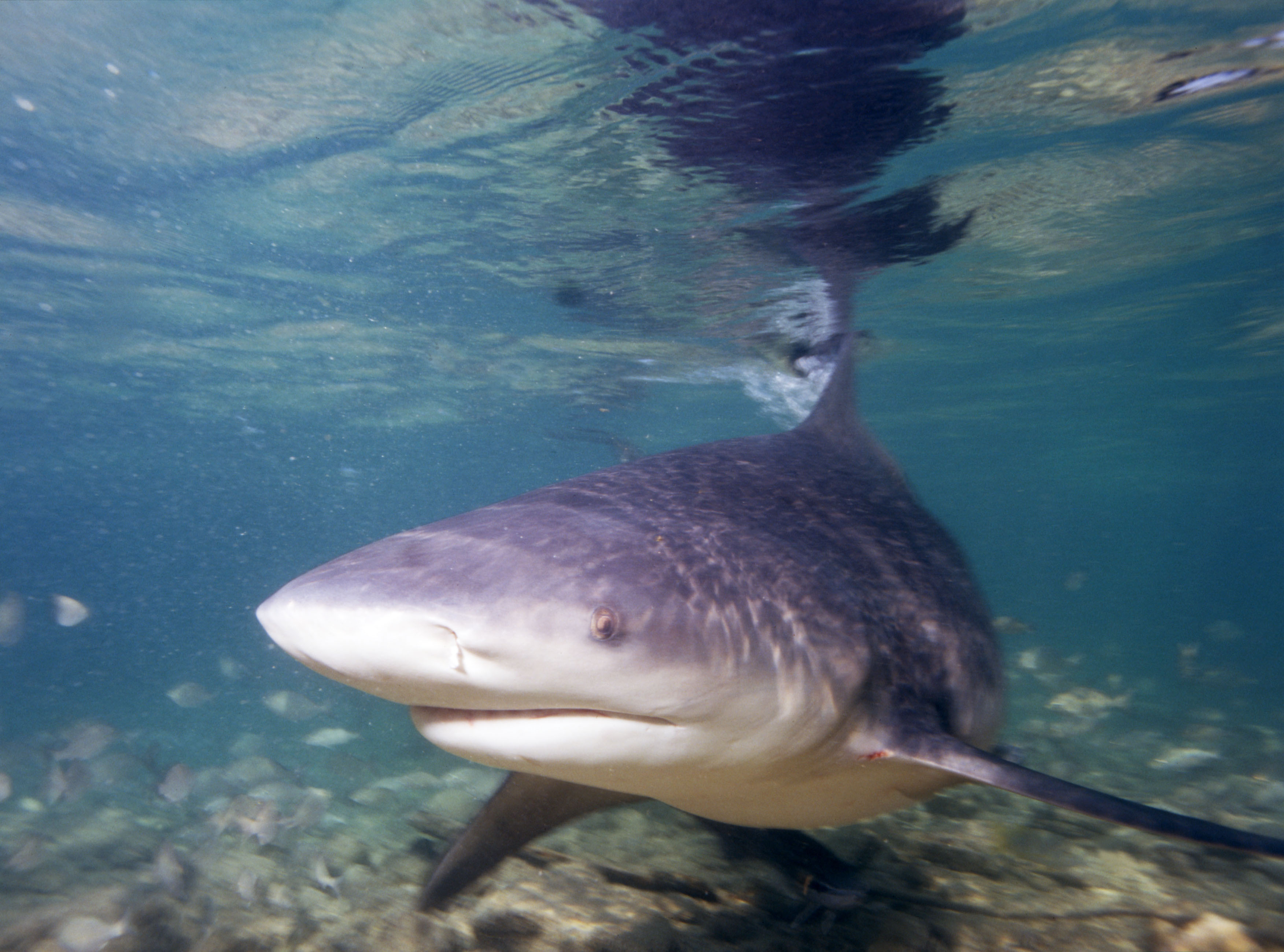
Requin bouledogue ou Carcharhinus leucas, observable à La Réunion

Géry Van Grevelynghe, né en 1966, est un médecin originaire de Calais. Il découvre l'ile de La Réunion en 1992, alors qu'il fait un stage aux urgences hospitalières de Saint-Paul ; il s'y trouve confronté à un enfant de 13 ans victime d'un squale. Cet accident le conduit[réf. nécessaire] à soutenir sa thèse sur le thème Les requins à La Réunion : mythes et réalités., Étude de 12 cas d’accidents liés aux requins à l'Université de Lille en 1994. Il s'implante dans l'ile et officialise[réf. nécessaire] au cours de son travail la présence du requin bouledogue (Carcharhinus leucas) dans les eaux insulaires. 
Il est spécialiste des requins, auteur de plusieurs publications à leur sujet et régulièrement consulté par les médias, notamment après des attaques de requins. Il est aussi cofondateur d'une association de protection et d'observation des requins, Squal'idées.